# Аль-Матруш, Нура
Нура аль-Матруш (араб. نورا المطروشي‎; род. 1993, Шарджа) — будущая первая астронавтка Объединённых Арабских Эмиратов (ОАЭ) и первая астронавтка арабского мира.

## Биография
Получила степень бакалавра в Университете Объединённых Арабских Эмиратов (UAEU) в Эль-Айне по специальности инженер-механик. В 2014 году училась в Университете прикладных наук в Ваасе (VAMK) в Финляндии. Изучала корейский язык в Университете Ханян в Сеуле в Корее.
С 2016 года работала в национальной нефтестроительной компании NPCC (National Petroleum Construction Company).
В апреле 2021 года Нура аль-Матруш и Мохаммед аль-Мулла выбраны MBRSC для участия в космической программе ОАЭ из 4 тысяч кандидатов.
Предполагается, что Нура аль-Матруш присоединится к 23-му набору астронавтов НАСА и пройдёт программу тренировок в Космическом центре имени Линдона Джонсона в Хьюстоне в штате Техас.
Первый астронавт ОАЭ Хаззаа Аль-Мансури совершил полёт на корабле «Союз МС-15» 25 сентября 2019 года.